# Словацкая национальная партия (1871–1938)
Словацкая национальная партия (словац. Slovenská národná strana, СНП) — консервативная, националистическая политическая партия в Словакии. Созданная в 1871 году в Королевстве Венгрии (Австрийская империя), стала первой в истории партией словаков. Участвовала в политической жизни Австро-Венгрии, а затем независимой Чехословакии. Прекратила существование в 1938 году.

## История
Словацкая национальная партия возникла 6 июня 1871 года, когда ряд национальных словацких общественных движений (так называемая Старая словацкая школа) приняли решение объединиться для выдвижения кандидатов в депутаты парламента. В качестве программного документа партия избрала «Меморандум словацкого народа», составленный в 1861 году и требовавший создания автономии (Slovenské okolie) в рамках королевства Венгрии. Однако на первых выборах партии не удалось собрать достаточно голосов для получения хотя бы одного парламентского мандата.
Парламентские выборы 1878 года партия бойкотировала в знак протеста против репрессивных действий властей по отношению к словацкой культуре: в 1874-75 гг. были закрыта Матица словацкая, а также все три словацкие средние школы, существовавшие к тому времени в Венгрии. Выборы 1881 года вновь не принесли партии ни одного мандата.
В выборах 1884 и 1887 года SNS не участвовала. В 1892 году она также не выставляла кандидатов, но призывала поддерживать кандидатов-словаков, которые баллотировались от католической венгерской партии Katolikus Néppárt. Поддержанные таким образом кандидаты впервые прошли в венгерский парламент в 1901 году. Тогда же, спустя 30 лет после своего создания, партия подверглась реорганизации: с этого момента она стала единым представителем для всех словацких политических движений, исключая социал-демократов. Под её флагом отныне стали выступать, наряду с собственно членами СНП, также католическая Глинкова словацкая народная партия (ľudáci) и либеральная Hlasisti.
На выборах 1905 года SNS получила один мандат в парламенте. Наиболее успешной для партии была избирательная кампания 1906 года, когда в парламент прошло семь депутатов, из которых один представлял исключительно СНП, а шестеро — по совместительству ещё и Словацкую народную партию. на выборах 1910 года СНП получила 3 депутатских мандата.
28 июня 1911 года депутаты от SNS представили венгерскому правительству правительству Меморандум о СНП, затрагивавший вопросы применения Закона о национальностях 1868 года. По этому закону все граждане Венгрии объявлялись представителями мадьярской (венгерской) нации, а единым государственным языком объявлялся венгерский. Однако даже минимальные права в области образования, администрирования, а также церковной деятельности, которые предусматривал этот закон, на практике не исполнялись. Партия потребовала от правительства исполнения прописанных в законе норм (в частности, разрешения использовать словацкий язык в некоторых типах школ), а также возвращения имущества Матицы словенской. Венгерское правительство эти требования отвергло, после чего SNS стала активно сотрудничать с чешскими политиками.
В 1913 году Словацкая народная партия официально отделилась от СНП. В мае 1914 года представители всех словацких политических движений, за исключением Словацкой народной партии, приняли в Будапеште решение о создании Словацкого национального совета.
11 января 1920 года Словацкая национальная партия объединилась со словацкими аграриями. Названием объединённой партии стало «Словацкая национальная и крестьянская партия» (словац. Slovenská národná a roľnícka strana). На выборах в Национальную ассамблею в апреле 1920 года партия получила 242045 голосов, что сделало её второй по силе в Словакии (после чехословацких социал-демократов). В 1922 году аграрии покинули партию и слились с чешскими аграриями в Республиканскую партию земледельческого и мелкокрестьянского населения. Националистическое крыло вернулось к первоначальному названию Словацкой национальной партии.